# Chiesa di San Giovanni Battista (Fasano)
La chiesa di San Giovanni Battista è la chiesa matrice di Fasano, in provincia di Brindisi.

## Storia
La chiesa sorge sopra un “antico tempietto”, demolito intorno al 1330 per dar spazio ad una struttura sacra più grande e degna della città e venne dedicata a san Giovanni Battista, patrono della città. Venne aperta al culto nel corso del Seicento, dopo lunghi lavori di costruzione, e i rifacimenti e le decorazioni furono curati anche in epoca successiva.

### Il campanile
Il campanile, a sinistra della facciata, è alto 34 metri, a 3 piani, con base quadrata e venne edificato in stile barocco su disegno di Magaletti ed era stato ultimato nel 1763 con un coronamento "a cipolla". Il coronamento venne distrutto da un fulmine il 15 febbraio 1897. Vennero demoliti il secondo piano e il coronamento e furono iniziati dei lavori per una ricostruzione che, prevedeva una struttura più alta e massiccia mai completata. Al suo interno sono custodite ben 9 campane, tra cui il cosiddetto "campanone" dedicato alla B.V. Immacolata e a San Nicola di Bari, risalente al 1763.

### Esterno
La facciata esterna è in tufo locale e di stile tardo rinascimentale, divisa in tre sezioni da due ordini di semicolonne, e arricchita da 4 nicchie e da un rosone, prezioso capolavoro di scultura artigianale e ricco di decorazioni, molto somigliante al rosone della chiesa di San Domenico in Monopoli; infatti le facciate di entrambe le chiese presentano molte peculiarità. Il timpano è sormontato da una statua in pietra di San Giovanni Battista, patrono di Fasano. Al culmine delle semicolonne vi sono le statue di (partendo da sinistra): San Francesco d'Assisi, San Nicola di Bari, Santo Vescovo (Sant'Agostino?), San Francesco da Paola. Il portale principale è interamente in pietra, ed è formato da un telaio dalle forme classicheggianti, e ai lati vi sono due semicolonne poste su due plinti. L'Architrave è sormontata da un timpano dove al centro vi è un bassorilievo della Madonna odegitria, con due cherubini ai lati. Sul portale inoltre è possibile leggere l'importante iscrizione "POPVLI CLERIQUE MAGNIFI-CENTIA EXTRVCTVM 1600" che ne attesta l'apertura al culto. Importante è anche lo stemma posto al di sotto del rosone. Nello stemma sono presenti il Faso e l'agnello posti sotto la croce dei cavalieri di Malta feudatari della terra a cui spettavano entrambi i poteri civili ed ecclesiastici. Il faso e l'agnello stanno a significare il forte volere della città (faso) e del clero cittadino ("Agnus Dei" da attribuire a San Giovanni Battista, in quanto titolare della terra e della chiesa priorale collegiata) di questo importante luogo di culto.

### Interno
È lunga circa 53 metri, larga 12 e alta 13.
L'interno è a croce latina a tre navate suddivise da pilastri, con doppio transetto. All'incrocio tra la navata centrale e il primo transetto, sorretta da quattro pilastri, vi è una cupola ovoidale alta circa 20 m con un diametro di 8. Ai margini della cupola Si conservano affreschi sulla volta della navata centrale: Aronne sacrifica il toro, Innocenzo III che compie il sacrificio eucaristico, Gesù consegna le chiavi a Pietro, Mosè riceve le tavole della legge. Le tele di artisti locali sono collocate lungo "i resti" degli altari laterali, nella cappella del Santissimo Sacramento e in sagrestia. Al di sopra del presbiterio si trova il cosiddetto "Cappellone", che ospita le canne dell'organo e al centro la statua della Madonna di Pozzo Faceto . Nelle decorazioni sono presenti lo stemma cittadino con la croce di Malta e raffigurazioni dell'Agnello, simbolo di san Giovanni Battista.
Il pavimento in marmo (1910) copre i resti dell'antico cimitero. Infatti sotto la chiesa si trovano numerose camere sepolcrali. Al posto delle navate laterali, in origine si trovavano delle cappelle, affidate a famiglie nobili o a confraternite, delle quali si conservano alcune tele ottocentesche di artisti locali e un grande altare ligneo ricco di sculture e decorazioni, dove, si racconta, i fasanesi si recarono a pregare la Vergine durante le invasioni turche.
Tra gli arredi musicali vi sono 2 organi a canne, uno collocato sul "cappellone" sopraelevato realizzato tra gli anni 60-70 dalla ditta organaria "Ruffatti" a due tastiere e una pedaliera, mentre l'altro è collocato nell'oratorio/cappella del Santissimo Sacramento. Quest'ultimo è un "Petillo" realizzato nel 1914/15.

### Restauro
Gli ultimi lavori di restauro della chiesa sono stati fatti negli anni settanta (1967 - 1970), sia per adattamento al Concilio Vaticano II, sia per riportare in vista le antiche cornici architettoniche della chiesa, secondo le concezioni dell’epoca. In realtà l’intero edificio ha perso quasi del tutto la sua “facies” barocca; con questi lavori sono state cancellate gran parte delle varie stratificazioni storiche-artistiche.

## Titoli ed Esercitazioni
È attualmente chiesa parrocchiale. La chiesa matrice ha inoltre il titolo di chiesa priorale, in quanto vi esercitavano la giurisdizione ecclesiastica i balì di Santo Stefano, priori dell'Ordine di Malta: il balì o il suo vicario generale avevano diritto al seggio quando presiedevano alle cerimonie religiose più rilevanti.